# Dolmen di Avola

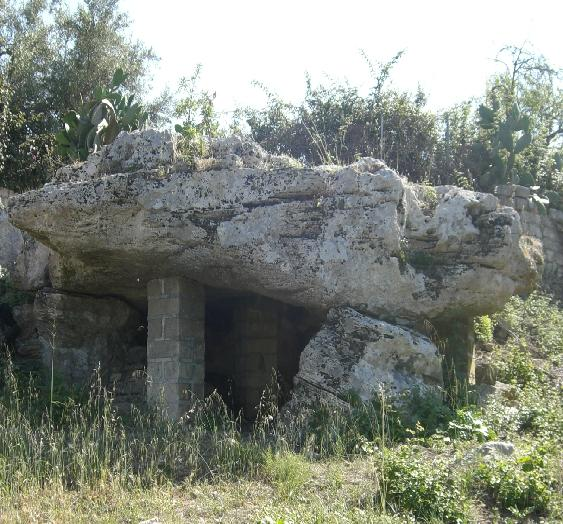
Dolmen von Avola (Sizilien)

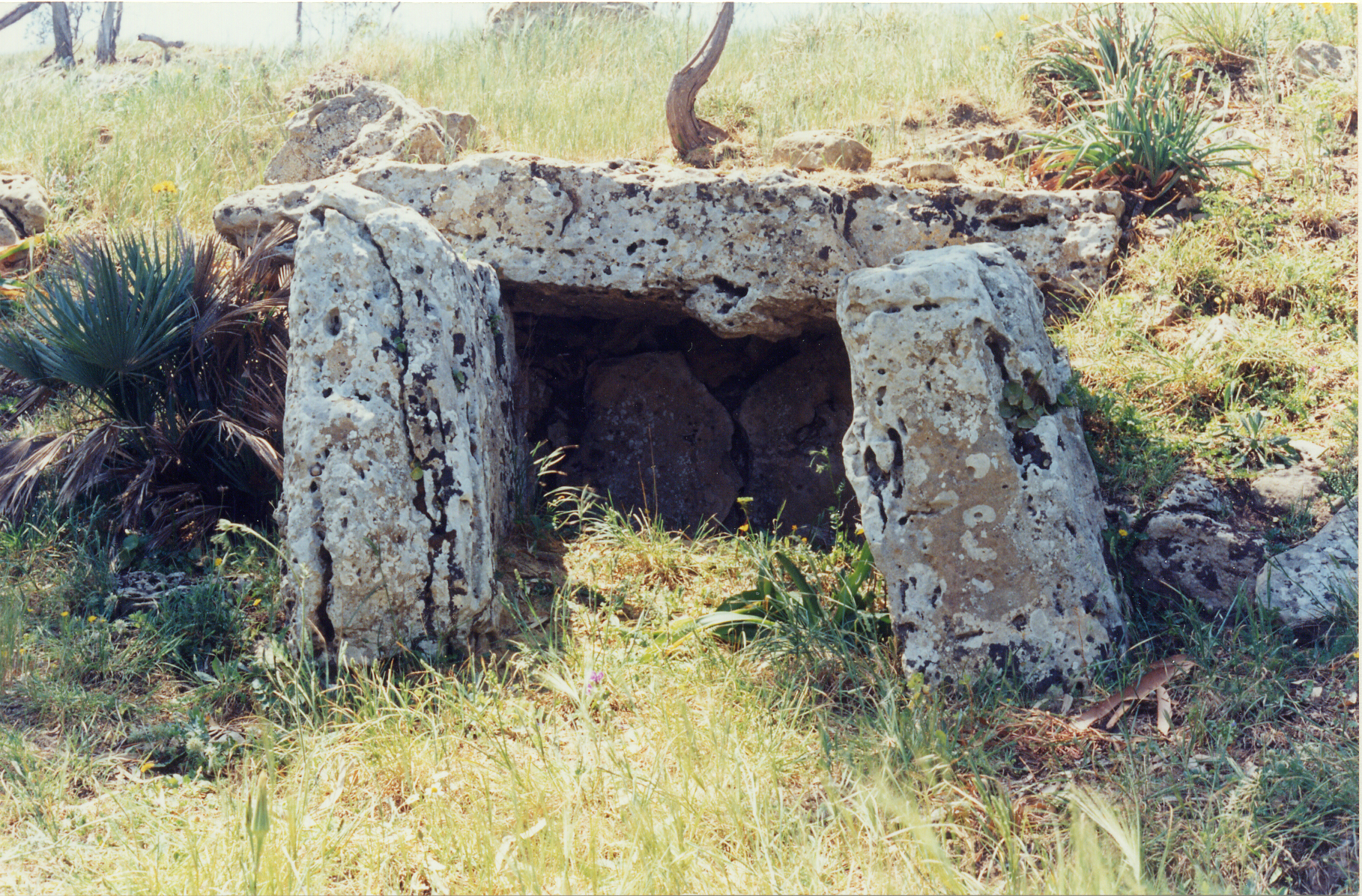
Dolmen von Monte Bubbonia (Sizilien)

Der Dolmen di Avola (auch Dolmen Lido Di Avola genannt) ist ein Pseudodolmen bei Avola auf Sizilien. Der Begriff Pseudodolmen steht für die Beschreibung von Formationen in Form von Dolmen, die z. B. auf Sizilien gefunden werden. Die Terminologie wurde von Sebastiano Tusa, Leiter der Archäologie auf Sizilien, eingeführt.
In dem Cava L’Unica genannten Tal liegt, unterhalb einer niedrigen Felswand, die 1961 vom Archäologen Salvatore Ciancio entdeckte mutmaßliche Megalithanlage, die deshalb auch Dolmen Ciancio genannt wird. Einige Jahre später begann der Archäologe Salvatore Piccolo, die ersten Studien zu diesen Artefakten in Sizilien durchzuführen, was auf eine prähistorische soziokulturelle Präsenz hinwies, die nichts mit den führenden Kulturen dieser Zeit auf der größten Insel im Mittelmeer zu tun hatte. Der Archäologe nannte diese materielle Erscheinung daher: Dolmenkultur. Die durch Betonpfeiler stabilisierte Anlage besteht aus einem etwa 7,9 m langen und 5,5 m breiten Deckstein, der von zwei „Säulen“ getragen wird. Der 0,6 bis 1,7 m dicke Deckstein hat eine gewellte Oberfläche. Der Teil, der auf einer unregelmäßigen Steinsäule zu ruhen scheint, ist kompakter. Die Felswand, von der der Deckstein abgebrochen ist, ist noch mit der linke „Säulen“ verbunden. Auf der Oberfläche der an zwei Stellen gebrochenen Platte sind zehn kleine rechteckige artifizielle Vertiefungen zu sehen. 
Die Platte bedeckt eine Fläche von 30 m². Im Nordwesten und Nordosten besteht ein, ein wenig mehr als 1,5 m hoher, Zugang. Der Hohlraum ist das Ergebnis der selektiven Erosion des Gesteins. Es besteht kein Zweifel an einer natürlichen Erosion, die häufig entlang von Steilküsten und Flussufern auftritt. Es ist ebenso offensichtlich, dass in vorgeschichtlicher Zeit die ursprüngliche Form durch die Hand des Menschen umgeformt wurde, in der Absicht, den Hohlraum zu vergrößern. Spuren der Eingriffe sind an beiden Säulen sichtbar.